# 斯坎布勒鎮區 (明尼蘇達州奧特泰爾縣)
斯坎布勒鎮區（英語：Scambler Township）是位於美國明尼蘇達州奧特泰爾縣的一個行政鎮區。

## 歷史
斯坎布勒鎮區於1873年設立。鎮區得名自早期定居者羅伯特·斯坎布勒（Robert Scambler）。

## 地方資料
斯坎布勒鎮區的面積為94.04平方千米，當中陸地面積為83.23平方千米，而水域面積為10.81平方千米。根據2020年美國人口普查的數據，當地共有人口568人，而人口密度為每平方千米6.04人。